# 잼위키

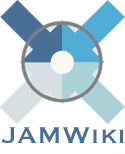

잼위키(JAMWiki)는 자바의 표준 Java EE 플랫폼과 서블릿, 그리고 JSP와 스프링 프레임워크를 사용하여 만들어진 위키 소프트웨어이다. 제작자는 Ryan Holiday이며 적용된 라이선스는 GNU 약소 일반 공중 사용 허가서 2.1판이다.
현재 최신 안정 버전은 2012년 1월 29일에 릴리즈된 1.1.5이다.

## 특성
잼위키는 전반적으로 미디어위키와 거의 같은 모습을 하고 있으며 문법도 미디어위키와 거의 같다.